# Oktawiusz Jurewicz

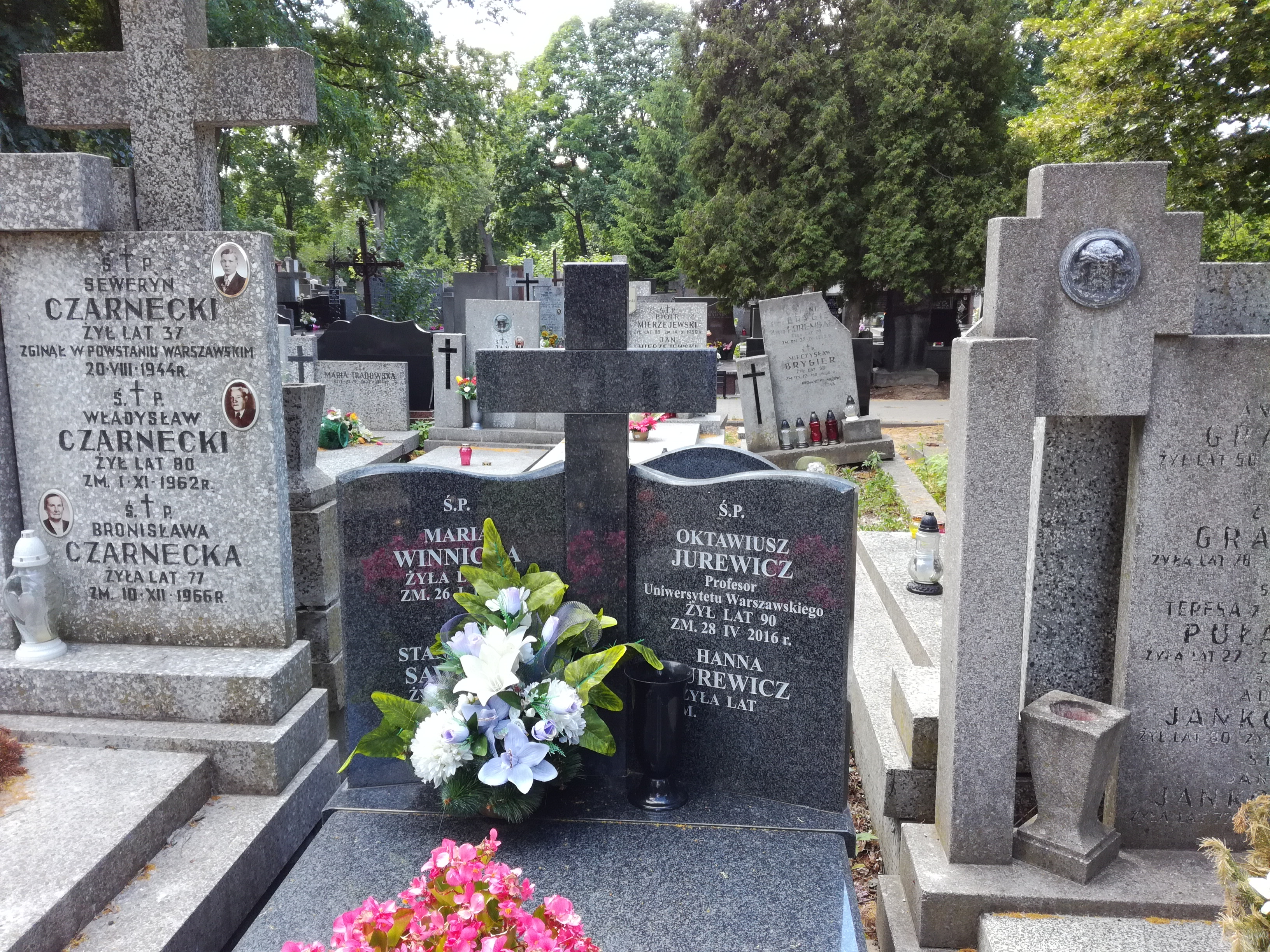
Grób Oktawiusza Jurewicza na cmentarzu Bródnowskim

Oktawiusz Jurewicz (ur. 30 kwietnia 1926 w Białymstoku, zm. 28 kwietnia 2016) – polski filolog klasyczny, historyk, bizantynista, profesor nauk humanistycznych, nauczyciel akademicki Uniwersytetu Warszawskiego.

## Życiorys
Absolwent filologii klasycznej UW (1950). Doktorat (1958) i habilitacja (1962) tamże. Profesor nadzwyczajny w 1971, zwyczajny w 1986 Uniwersytetu Warszawskiego. Dyrektor Instytutu Filologii Klasycznej UW w latach 1971-1996, kierownik Zakładu Filologii Greckiej, Bizantyńskiej i Nowogreckiej w Instytucie Filologii Klasycznej w latach 1963-1966, prodziekan i następnie dziekan Wydziału Filologicznego UW 1966-1973. W latach 1973–1979 pracował na stanowisku profesora (professeur associé) Uniwersytetu Paris IV-Sorbonne i jednocześnie dyrektora Centre de Civilisation Polonaise tegoż uniwersytetu. Założył i redagował czasopismo naukowe „Les Cahiers Franco-Polonais” (roczniki 1977-1983). Odbył wiele stażów naukowych m.in. na uniwersytetach w Belgradzie, Berlinie, Budapeszcie, Kolonii, Monachium, Moskwie i Paryżu. Autor ok. 100 prac, artykułów i książek wydanych w językach polskim, niemieckim i włoskim oraz szeregu przekładów źródeł historycznych greckich na język ojczysty. Wykształcił kilkunastu magistrów, był promotorem trzech doktorów nauk humanistycznych, recenzował 14 prac doktorskich różnych uniwersytetów i 6 prac habilitacyjnych. 
Był członkiem PPS, później PZPR w latach 1948–1989, a także ZNP od 1954.
Zmarł 28 kwietnia 2016. Uroczystości pogrzebowe odbyły się 6 maja 2016 w kościele pw. Świętego Wincentego à Paulo w Warszawie. Został pochowany na cmentarzu Bródnowskim (kw. 30B-3-16).

## Członkostwo w korporacjach naukowych
- członek zwyczajny Towarzystwa Naukowego Warszawskiego
- członek korespondent Polskiej Akademii Umiejętności
- członek Polskiego Towarzystwa Filologicznego
- członek i członek honorowy Komitetu Nauk o Kulturze Antycznej PAN
- członek Komisji Bizantynologicznej Komitetu Nauk o Kulturze Antycznej i jej przewodniczący do 2000 (później członek honorowy)
- członek Polskiej Akademii Umiejętności
- członek Towarzystwa Historycznego Mommsengesellschaft

## Nagrody i wyróżnienia
7 Nagród Rektora Uniwersytetu Warszawskiego, 3 Nagrody Ministra za twórczość naukową i organizacyjną, Nagroda Wydawnictw Katolickich Feniks 2000 za Bibliotekę Focjusza (przekład z komentarzem filologiczno-historycznym).
Odznaczenia: Krzyż Kawalerski Orderu Odrodzenia Polski, Medal 40-lecia Polski Ludowej, Medal 10-lecia Polski Ludowej, Medal KEN, grecki Krzyż Złoty Orderu Honoru (Chrysós Staurós tou Tágmatos tes Times).

## Wybrane publikacje[6]

### Publikacje autorskie (książki i artykuły)
- Filologia klasyczna w Związku Radzieckim w latach 1945-51, „Meander” 7 (1952), z. 4-5, s. 226-240.
- Nowa organizacja nauczania łaciny w radzieckim szkolnictwie średnim, „Meander” 7 (1952), z. 10, s. 478-483.
- (redakcja) Arystofanes. Materiały sesji naukowej Komitetu Nauk o Kulturze Antycznej PAN, zorganizowanej na apel Światowej Rady Pokoju w 2400 rocznicę urodzin poety 3-4 grudnia 1954 roku, red. Oktawiusz Jurewicz, Wrocław: Zakład im. Ossolińskich. Wydawnictwo PAN 1957.
- Niewolnicy w komediach Plauta, Warszawa: Państwowe Wydawnictwo Naukowe 1958.
- (współautorzy: Lidia Winniczuk, Janina Żuławska), Język łaciński dla lektoratów uniwersyteckich na wydz. filologicznym, historycznym, prawnym, Warszawa: Państwowe Wydawnictwo Naukowe 1959 (wiele wydań, wyd. 25 – 2004).
- Renesans literatury bizantyjskiej w XII w., „Meander” 17 (1962), z. 9, s. 407-419.
- Andronikos I Komnenos, Warszawa: PWN 1966 (przekład niemiecki: Amsterdam: A. M. Hakkert 1970).
- (redakcja) Kazimierz Feliks Kumaniecki, Scripta minora, ed. Octavius Jurewicz, praefatio: V. Steffen, Academiae scientiarum Polonae Classis prima, Wratislaviae: Zakład Narodowy im. Ossolińskich 1967.
- (współautor: Lidia Winniczuk) Starożytni Grecy i Rzymianie w życiu prywatnym i państwowym, Warszawa: Państwowe Wydawnictwo Naukowe 1968 (wyd. 2 – 1970, wyd. 3 – 1973).
- Schizma wschodnia, Warszawa: „Książka i Wiedza”, seria „Światowid”, 1969.
- Lenin w kręgu kultury antycznej, „Eos” 60 (1972), s. 166-178.
- L'antiquité classique au cours 25 années de la République Populaire de Pologne, la dir. sc. Oktawiusz Jurewicz, Wrocław: Zakład Narodowy im. Ossolińskich – Wydawnictwo PAN 1974.
- Filologia nowogrecka w Polsce [w:] Bałkanistyka polska, Wrocław: Zakład Narodowy im. Ossolińskich 1974, s. 55-70.
- Literatura bizantyńska [w:] Dzieje literatur europejskich, pod red. W. Floryana, Warszawa 1977, s. 137-188.
- „Die Chronographie” des Michael Psellos als Quelle zur byzantinischen Kultur im Ausgang des 10 Jh., „Eos” 72 (1984), z. 2, s. 315-322 (Byzantinische Forschungen, Amsterdam 1992, s. 137-146).
- Historia literatury bizantyńskiej, Wrocław: Zakład Narodowy im. Ossolińskich 1984 (wyd. 2 – 2007).
- Gramatyka historyczna języka greckiego: fonetyka – fleksja, Warszawa: Wydawnictwo Naukowe PWN 1992 (wyd. 2 popr. i uzup. – 1999).
- Słownik pisarzy świata, t. 1: Literatura antyczna: starogrecka, bizantyńska, nowogrecka, rzymska. Literatura afrykańska, opr. O. Jurewicz, S. Piłaszewicz, Warszawa 1994.
- Słownik grecko-polski, na podstawie słownika Zygmunta Weclewskiego opr. Oktawiusz Jurewicz, t. 1-2, Warszawa: Wydawnictwo Szkolne PWN 2000-2001.
- (redakcja) Encyklopedia kultury bizantyńskiej, pod red. nauk. Oktawiusza Jurewicza, Warszawa: Wydawnictwa Uniwersytetu Warszawskiego 2002.

### Przekłady
- Anna Komnena,  Aleksjada, t. 1-2, z języka greckiego przełożył, wstępem i przypisami opatrzył O. Jurewicz, Wrocław 1969-1972 (wyd. 2 – 2005).
- Nikeforos Bryennios, Materiały historyczne, Z języka greckiego przełożył, wstępem i przypisami opatrzył O. Jurewicz, Wrocław 1972 (wyd. 2 – 2005).
- Michał Psellos, Kronika czyli historia jednego stulecia Bizancjum, Z języka greckiego przełożył, wstępem i przypisami opatrzył O. Jurewicz, Wrocław 1985. [Biblioteka Przekładów z Kultury Antycznej t. 26] (wyd. 2 – 2005).
- Focjusz, Biblioteka, t. 1-5, z języka greckiego przełożył, wstępem i przypisami opatrzył O. Jurewicz, Warszawa: Instytut Wydawniczy Pax 1986–1999 (wyd. 2 – 2006).
- Horatius Flaccus, Carmina et epodon librum continens, imprimendum curavit, variorum interpretum translationes vernaculas elegit, praefatione, vita poetae, arte metrica, annotationibus instruxit Octavius Jurewicz, Wrocław: Zakład Narodowy im. Ossolińskich 1986.
- Horatius Flaccus, Sermones; Epistulas; Artem poeticam continens, imprimendum curavit, variorum interpretum translationes vernaculas elegit, annotationibus instruxit Octavius Jurewicz, Wrocław: Zakład Narodowy im. Ossolińskich 1988.
- Kwintus Horacjusz Flakkus, Gawędy; Listy; Sztuka poetycka, tekst łac. do dr. przygotował wyboru przekładu dokonał, przedmową, życiorysem poety, wersyfikacją i komentarzem opatrzył Oktawiusz Jurewicz, Warszawa: Wydawnictwo Naukowe PWN 2000.
- Kwintus Horacjusz Flakkus, Ody i epody, tekst łac. do dr. przygotował, wyboru przekładu dokonał, przedmową, życiorysem poety, wersyfikacją i komentarzem opatrzył Oktawiusz Jurewicz, Warszawa: Wydawnictwo Naukowe PWN 2000.